# Zuidelijk Insteekdok (Zeebrugge)

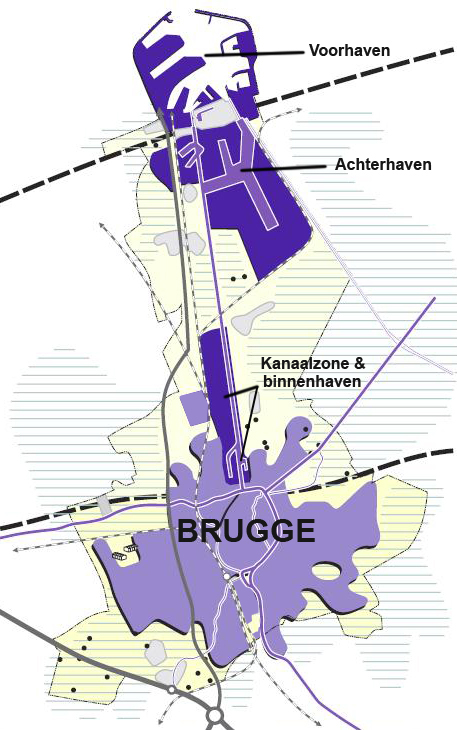
Het Zuidelijk Kanaaldok is het zuidelijkst gelegen dok in de achterhaven

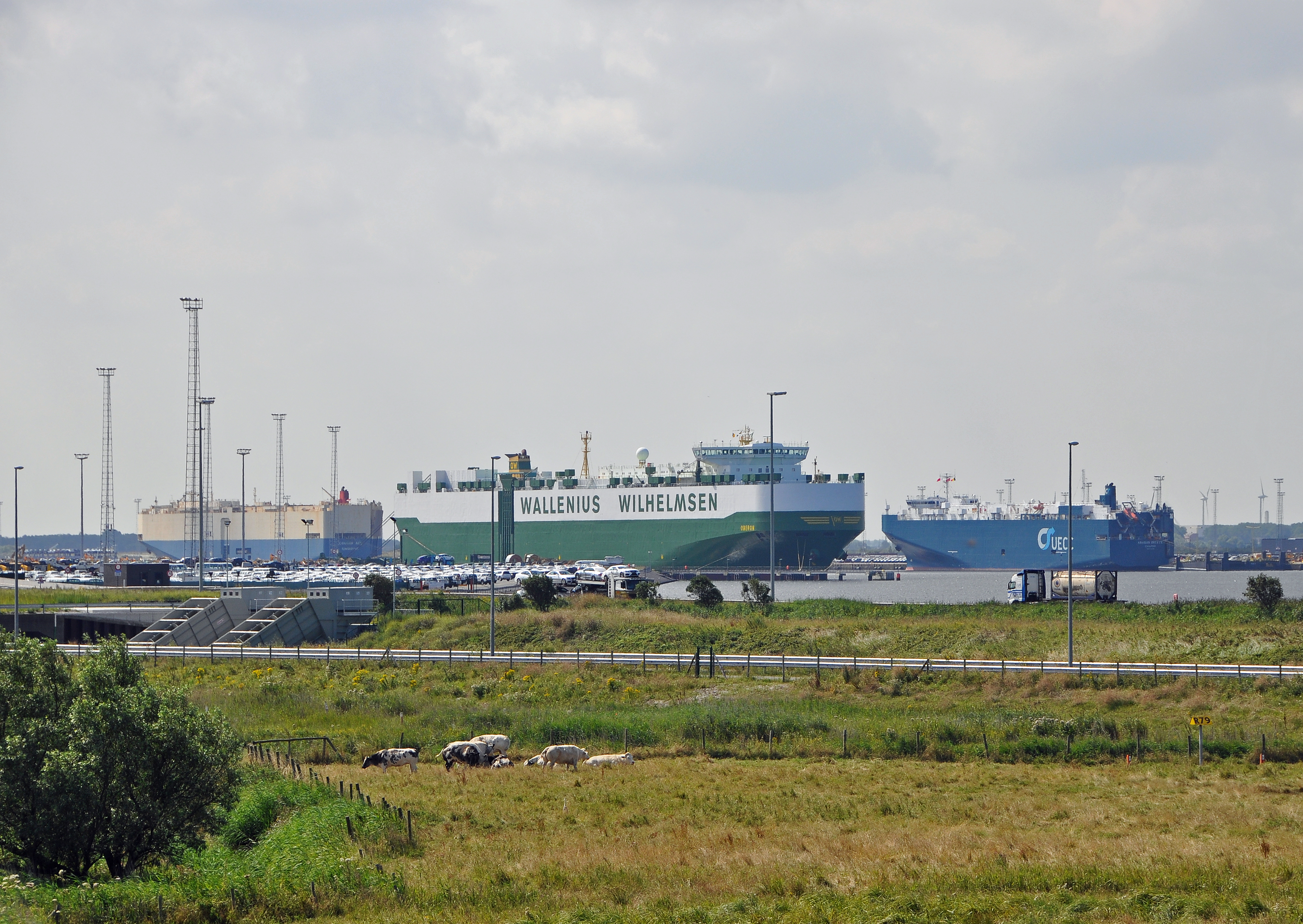
Autoschepen aangemeerd in het Zuidelijk Kanaaldok

Het Zuidelijk Insteekdok, ook wel eens het Zuidelijk Kanaaldok genoemd, is het grootste dok in de Zeehaven van Brugge, gelegen in de Zeebrugse achterhaven.
Eind de jaren 80, begin jaren 90 werd begonnen met het uitgraven van het dok. In verschillende fasen werd het dok telkens verder uitgegraven. Thans heeft de oostelijke kaai een lengte van ongeveer 2,8 kilometer. Aan de westzijde is de kade nog niet volledig klaar en heeft deze een lengte van 1,5 kilometer. Het dok wordt bijna uitsluitend gebruikt door grote autoschepen. Deze moeten alle door de Pierre Vandammesluis. Door het toenemend aantal schepen die aanmeren in het Zuidelijk Kanaaldok en de rest van de achterhaven is men op zoek naar een locatie om een nieuwe, grote zeesluis te bouwen, want de enige andere sluis die toegang geeft tot de achterhaven, de Visartsluis, is niet toereikend voor dergelijke grote schepen.